# Церотиновая кислота
Церотиновая (цериновая) кислота (гексакозановая кислота)   CH3(CH2)24COOH— одноосновная предельная карбоновая кислота.

## Нахождение в природе
Название происходит от лат. cera — воск, так как встречается в основном в пчелином и карнаубском восках. Выделяется из сахарно-тростникового воска (Saccharum officinarum L.) .  Соли церотиновой кислоты называются церотатами.